# Scopula butleri
Scopula butleri — вид пядениц из подсемейства Sterrhinae. Встречается в северо-восточных Гималаях, на Суматре, в Китае, Японии и на Борнео. Среда обитания состоит из равнинных лесов и нижних горных лесов.
Длина передних крыльев 7—8 мм.

## Подвиды
- Scopula butleri butleri (северо-восточные Гималаи, Суматра, Китай, Япония)
- Scopula butleri aequibrachiata Holloway, 1997 (Борнео)